# Adolf Sarter
Adolf Sarter (ur. 1 stycznia 1881 w Akwizgranie, zm. 1957) – niemiecki prawnik i urzędnik kolejowy.

## Życiorys
W 1904 uzyskał tytuł doktora praw. Był urzędnikiem Zarządu Kolei Pruskich, Ministerstwa Prac Publicznych (1918) i Ministerstwa Komunikacji Rzeszy (1919-1924). Powierzono mu wykonywanie funkcji prezesa dyrekcji kolei (Reichsbahndirektionspräsident) – w Trewirze (1924-1935), Saarbrücken (1935-1939) i Poznaniu (1939-1940). Wykładał prawo kolejowe na Uniwersytecie w Bonn (1930-1937). Był autorem lub współautorem wielu fundamentalnych prac z zakresu kolejnictwa.

## Prace własne (tytuły wybrane)
- Die Reichseisenbahnen: Dargestellt auf Grund d. Bestimmungen d. Reichsverfassung u. d. Gesetzes betr. d. Staatsvertrag über den Uebergang d. Staatseisenbahnen auf d. Reich, Mannheim 1920
- Die Eisenbahnreform in Deutschland und in Österreich, Berlin 1924, współautor
- Die deutsche Reichsbahn-Gesellschaft: Ihr Aufbau u. ihr Wirken ; Auf Grund d. Bestimmgn d. Reichsbahngesetzes vom 30. Aug. 1924, d. Gesellschaftssatzg, d. Reichsbahn-Personalgesetzes u. aus d. geschäftl, Berlin 1927, współautor
- Die Deutsche Reichsbahn-Gesellschaft: Ihr Aufbau u. ihr Wirken ; Nach d. Bestimmgn d. Reichsbahngesetzes, d. Gesellschaftssatzung, d. Reichsbahn-Personalgesetzes u. aus d. geschäftlichen Praxis heraus dargest, Leipzig 1930, współautor
- Deutschen Eisenbahnen im Kriege, Stuttgart 1930
- Die Deutsche Bundesbahn: Ihr Aufbau u. ihre Arbeitsgrundlagen. Dargest. unter Erl. d. Bundesbahngesetzes, d. Allgemeinen Eisenbahngesetzes u.d. Bundesbahnvermögensgesetzes, Frankfurt/Main 1952, współautor